# 보험위부
보험위부란 보험의 목적이 전부 멸실한 것과 동일시할 수 있는 일정한 경우에 피보험자에게 보험금의 전액을 청구할 수 있게 하고 피보험자가 가졌던 보험의 목적물에 대한 권리를 보험자가 취득하게 하는 제도이다. 

## 성질
불요식의 법률행위이고, 단독행위로써 형성권에 해당한다.

## 보험자대위와 비교
보험자가 보험의 목적에 대한 피보험자의 권리를 취득한다는 점에서 보험위부는 보험의 목적에 대한 보험자대위와 유사한 면이 있다. 그러나 양자는 몇 가지 점에서 구별되는데, 보험자대위는 법률의 규정에 의한 당연한 권리의 취득인 데 반하여 보험위부는 피보험자의 의사표시에 따른 권리의 취득이라는 점, 보험자대위는 보험금의 지급을 요건으로 하는 데 반하여 보험위부는 이를 요하지 않는다는 점, 보험자대위에서는 보험금액 이상으로 대위하지 못하지만, 보험위부에서는 보험자가 피보험자에게 지급한 보험금액보다 위부목적물의 가액이 큰 경우에도 그 목적물을 취득할 수 있다는 점 등이 주된 차이점이다.

## 관련조문
제710조 (보험위부의 원인)

   다음의 경우에는 피보험자는 보험의 목적을 보험자에게 위부하고 보험금액의 전부를 청구할 수 있다. <개정 91.12.31>

    1. 피보험자가 보험사고로 인하여 자기의 선박 또는 적하의 점유를 상실하여 이를 회복할 가능성이 없거나 회복하기 위한 비용이 회복하였을 때의 가액을 초과하리라고 예상될 경우

    2. 선박이 보험사고로 인하여 심하게 훼손되어 이를 수선하기 위한 비용이 수선하였을 때의 가액을 초과하리라고 예상될 경우

    3. 적하가 보험사고로 인하여 심하게 훼손되어서 이를 수선하기 위한 비용과 그 적하를 목적지까지 운송하기 위한 비용과의 합계액이 도착하는 때의 적하의 가액을 초과하리라고 예상될 경우

제711조 (선박의 행방불명)

    ① 선박의 존부가 2월간 분명하지 아니한 때에는 그 선박의 행방이 불명한 것으로 한다. <개정 91.12.31>

    ② 제1항의 경우에는 전손으로 추정한다. <개정 91.12.31

제712조 (대선에 의한 운송의 계속과 위부권의 소멸)

    제710조제2호의 경우에 선장이 지체없이 다른 선박으로 적하의 운송을 계속한 때에는 피보험자는 그 적하를 위부할 수 없다. <개정 91.12.31>

제713조 (위부의 통지)

    ① 피보험자가 위부를 하고자 할 때에는 상당한 기간내에 보험자에 대하여 그 통지를 발송하여야 한다. <개정 91.12.31>

    ② 삭제 <91.12.31>

제714조 (위부권행사의 요건)

    ① 위부는 무조건이어야 한다.

    ② 위부는 보험의 목적의 전부에 대하여 이를 하여야 한다. 그러나 위부의 원인이 그 일부에 대하여 생긴 때에는 그 부분에 대하여서만 이를 할 수 있다.

    ③ 보험가액의 일부를 보험에 붙인 경우에는 위부는 보험금액의 보험가액에 대한 비율에 따라서만 이를 할 수 있다.

제715조 (다른 보험계약등에 관한 통고)

    ① 피보험자가 위부를 함에 있어서는 보험자에 대하여 보험의 목적에 관한 다른 보험계약과 그 부담에 속한 채무의 유무와 그 종류 및 내용을 통지하여야 한다.

    ② 보험자는 제1항의 통지를 받을 때까지 보험금액의 지급을 거부할 수 있다. <개정 91.12.31>

    ③ 보험금액의 지급에 관한 기간의 약정이 있는 때에는 그 기간은 제1항의 통지를 받은 날로부터 기산한다.

제716조 (위부의 승인)

    보험자가 위부를 승인한 후에는 그 위부에 대하여 이의를 하지 못한다.

제717조 (위부의 불승인)

    보험자가 위부를 승인하지 아니한 때에는 피보험자는 위부의 원인을 증명하지 아니하면 보험금액의 지급을 청구하지 못한다.

제718조 (위부의 효과)

    ① 보험자는 위부로 인하여 그 보험의 목적에 관한 피보험자의 모든 권리를 취득한다.

    ② 피보험자가 위부를 한 때에는 보험의 목적에 관한 모든 서류를 보험자에게 교부하여야 한다.

## 참고 문헌
- 이기수∙최병규∙김인현, 『보험∙해상법』, 박영사, 2008. ISBN 9788910515210